# 007 ナイトファイア
『007 ナイトファイア』（英語: 007 Nightfire、ダブルオーセブン ナイトファイア）は、エレクトロニック・アーツより発売された、『007』を題材にしたアクションシューティングゲーム。
日本では2003年1月30日にPS2版のみ発売された。ゲームオリジナルストーリーで、映画版は存在しない。2006年には『007 エブリシング オア ナッシング』と同梱されたベスト版が発売された。なお、本作には映画『007 ダイ・アナザー・デイ』のトレーラーも収録している。アメリカでは2002年11月18日発売。

## ストーリー
アメリカが自国防衛のために開発した宇宙兵器プラットフォームのミサイル誘導装置が、フェニックス社を率いる実業家ラファエル・ドレイクによって盗まれた。ボンドの任務はミサイル誘導装置を取り戻し、世界の安全を脅かす『ナイトファイア』と呼ばれる計画を阻止すること。ボンドはパリ、オーストリア、日本、南太平洋を奔走し、最後は宇宙へ飛び立つ。

## ミッション
全12ミッションから構成される。ポーズ機能の中にヒントが入っており、難易度に関係なく次に何をするべきかなど、非常に親切に説明してくれるため、初心者でも攻略がスムーズに行える。ただし、ミッション中の一部ヒントは難易度が上がると表示されない場合もある。また、ミッションスコアで高得点を獲得するにはミッション中に映画を彷彿とさせるアクション（ステージのギミックや特定のガジェットを使用して敵を倒す、特殊な潜入ルートを発見する等）を行うと取得できるボンドスタイル、及び007のロゴを模したアイテム、007ボーナスを全て集める必要がある。
- パリプレリュード

パリの街で敵車両に追われる諜報員ドミニクをヘリからの狙撃で援護するボンド。彼女との合流後はボンドカー・V12ヴァンキッシュに搭乗し、爆薬を積んだトラックを追撃する。
- エクスチェンジ

オーストリアの古城でミサイル誘導装置の受け渡しが行われる事を察知したMI6は、ボンドをドレイクのパーティへ潜入させる。誘導装置の奪還後はドレイクの腹心・ルークの駆る戦闘ヘリを撃墜し、CIA諜報員ゾーイと共に脱出する。
- アルプスからの脱出

ドレイクの手下の襲撃を逃れるべく、ボンドはゾーイの用意していたスノーモービルを駆り雪山での逃亡劇を繰り広げる。
- VS ヴァンキッシュ

山小屋でゾーイと愛し合いながら夜を明かしたボンドは、V12ヴァンキッシュでドレイクの手下とスイス警察を退け、MI6が迎えに寄越した輸送機で脱出する。
- ダブルクロス

フェニックス社幹部メイヒューから情報提供を受けたボンドは日本に赴き、彼の邸宅を占拠したヤクザを撃退、セクシーな家政婦たちを救出する。しかし突如現れた忍者がメイヒューを殺害してしまう。
- ナイトシフト

ボンドはメイヒューのボディーガード・マキコの協力を得てフェニックス社日本支部の高層ビルへ潜入する。ナイトファイア計画のデータを入手したボンドは最上階のヘリポートで奪ったパラシュートを使い、脱出を果たす。
- チェーンリアクション

フェニックス社が解体を手掛ける原子力発電所跡に潜入したボンド。ルークの指揮する狙撃部隊を排除し、フェニックス社が開発している秘密兵器の情報を入手したものの、マキコに騙され麻酔銃で眠らされてしまう。
- フェニックス・ファイア

かつて潜入したフェニックス社日本支部へ連行されたボンド。一瞬の隙を突いて窮地を逃れたものの、ドレイクの愛人として潜入していたドミニクは殺害されてしまう。ボンドはオーストラリアのエージェント・アウラの手を借りて高層ビルから脱出する。
- ディープディセント

南太平洋のフェニックス社基地を調査する為、ヴァンキッシュの潜水モードで水中からの潜入を図るボンドとアウラ。敵水中施設を破壊し、原子力潜水艦を撃退した二人は島への上陸を果たす。
- 島への潜入

ヴァンキッシュを水中へ隠した二人は、フェニックス社の装備であるSUV、戦闘機、大型対空砲台SNTを次々と乗り継ぎ、島の防衛システムを破壊する。
- カウントダウン

島では宇宙兵器プラットフォームを占拠するためのシャトル打ち上げが迫っていた。地下基地へ侵攻しルークとの戦闘に勝利したボンドは、ロケットサイロでマキコの罠に嵌められてしまう。
- イクイノックス

宇宙兵器プラットフォームは既に占拠されていた。シャトルで宇宙へ飛び立ったボンドは、核ミサイルによる地球攻撃を阻止すべくミサイル発射装置を破壊し、ドレイクとの最終決戦を繰り広げる。

## 武器と防具
使用弾薬が同じものは弾薬を共有する（ウォルフラムP2KとドイチェM9Kの弾が同じなど）。各弾薬の最大所持弾数は7.65mm弾が70発、9mm弾が90発、5.56mm弾が90発、40mmグレネード12発、20mmグレネード6発、ショットガン用12ゲージ弾24発、スナイパーライフル弾30発、ミサイル弾4発。また、ボンドの存在に気付いていない敵に背後から銃を向けると降伏させて武器を奪う事が出来る（奪った後も拳銃を所持しており、これは手放さないので完全無力化は出来ない）。
アーマー
敵の攻撃による体力の減少を防ぐアーマー（いわゆる防弾チョッキ）。しかし、高いところからの落下によるダメージは防げない。
素手
武器・ガジェットなどを装備していないときはパンチで攻撃できる。殴って気絶させた相手はそのまま消滅するが、殺害扱いにはならないので非戦闘員の無力化も可能（ミッションスコアにも影響する）。
ウォルフラムPP7（ワルサーPPK）
サイレンサーを装備可能な小型拳銃。装弾数7発。7.65mm弾を使用。
ゴールドPP7（ワルサーPPK）
ウォルフラムPP7の威力を倍増させた銃。
ウォルフラムP2K（ワルサーP99）
レーザーサイトがついた拳銃。サイレンサーも脱着できる。装弾数16発。9mm弾を使用。
ゴールドP2K（ワルサーP99）
ウォルフラムP2Kの威力を倍増させた銃。9mm弾を使用。
クーロンTYPE40（グロック18C）
単発と3連発のバーストに切り替えられる拳銃。威力はかなり低い。フェニックス側のキャラクターが2回入手すると2丁持ちが可能になる。装弾数18発。9mm弾を使用。
クーロンTYPE80
クーロンTYPE40の改良型。フルオート機能が搭載されている。また、1発あたりの威力も上がっている。
ラプター・マグナム（デザートイーグルクロームステンレスモデル）
高い威力と命中率をもつ大型拳銃。レーザーサイトによる照準もできるが、連射力が落ちる。装弾数9発。
ラプター・マグナム50（デザートイーグル）
ラプター・マグナムより更に高い威力を持つマグナム。装弾数7発。
ゴールデンガン
『007 黄金銃を持つ男』に登場した武器。マルチプレイモードのみ使用可能。プレイヤーを一撃で倒せる威力を持つが、1発撃つごとにリロードが必要になる。予備弾薬は9発。
ドイチェM9K (H&K MP5K)
命中率が高いサブマシンガン。3連発式。サイレンサーの取付もできる。装弾数21発。9mm弾を使用。
ストームM9-32 (IMI Micro UZI)
高い連射機能を持つが、命中精度が悪いサブマシンガン。威力は武器の中でも最低クラスで、それゆえに接近戦向きの武器である。セミオートとフルオートの切り替えが可能。装弾数32発。9mm弾を使用。
SG-5コマンドー (SIG SG552)
アサルトライフル。白い銃身と黒い銃身のものがある。白い方はマズルサプレッサーを装着しており3連バースト射撃と単発射撃のどちらかに切り替えられる。黒い方はスコープを装着しており高火力のフルオート射撃と単発射撃に切り替えられる。装弾数30発。5.56mm弾を使用。
AIMS-20 (H&K XM29)
3連発式のライフルとセミオートマチック式グレネードランチャーの切り替えが可能。このグレネードはほぼ直線に飛ぶために扱いやすい。また、暗がりでも索敵可能な熱感知スコープを搭載し、狙撃も可能。
AT-420センチネル
4連装のミサイルランチャー。射出したミサイルを操作できる画像認識誘導と無誘導に切り替えが可能。無誘導モードではミサイルを4連射する事も可能。ミサイルの操作中、プレイヤー自身は無防備となるのが難点。
AT-600スコーピオン
ミサイルランチャー。見た目はAT-420センチネルと変わらないが、熱感知式追尾機能がある。こちらも無誘導モードでは4連射が可能。
デルタ・リピーター・クロスボウ
ボウガン。装弾数は3発と少なく、スコープが付いているものの弾道が放物線を描くため狙撃には不向き。しかし、消音性に優れ、命中させればプレイヤーを即死させることが可能な威力を誇る。
ミルティク・マーク6MGL (Milkor MGL)
リボルバー式のグレネードランチャー。装弾数6発。発射される40mmグレネード弾は放物線軌道を描くが、操作に慣れれば自在に当てられる。着弾と同時に爆発するグレネードモードと、時限爆発するディレイモードの2つに切り替えが可能。ズーム機能あり。
タクティカル・スナイパーライフル（AI アークティクウォーフェア）
ボルトアクション式のスナイパーライフル。連射は利かないが、単発威力は高い。ズーム倍率の切り替えが可能なスコープを装備。装弾数5発（グレードアップ後は10発）。NPCに装備させると非常に高い命中率を発揮する。
コバート・スナイパーライフル
タクティカル・スナイパーライフルの改良型。大型サイレンサーを装着しているために消音性は高いが、威力は落ちている。わずかだが連射力もこちらが上である。装弾数5発（グレードアップ後は10発）。
フリネージ・AUTO12（スパス12）
ショットガン。セミオートとポンプアクションの切り替えが可能。ポンプアクションは若干威力が高めになる。接近戦において凄まじい威力を発揮する。装弾数8発。撃った後の隙が大きいため、ポンプアクションの一撃必中がカギとなる。
フェニックス・サムライ
フェニックス社が開発したビーム兵器。ビームとオーバーチャージの切り替えが可能。弾数は無限だがビームを一発撃つごとにエネルギーゲージが13蓄積し、100に到達するとゲージが減るまでしばらく発射できなくなる。オーバーチャージでは着弾地点が爆発する高威力ビームを発射するが、発射前にチャージが必要なうえにエネルギーゲージが100になってしまう。宇宙空間での使用も可能。
リモート・マイン
設置式の爆弾。設置した後、任意のタイミングで起爆できる。爆弾本体を狙撃しての起爆も可能。
レーザー・トリップ爆弾
設置式の爆弾。設置するとレーザーを射出し、それに触れると爆発する。爆弾本体を狙撃しての起爆も可能。
サチェル・チャージ
時限式爆弾。5秒から30秒まで、5秒刻みに爆発のタイミングを変えられる。この爆弾の爆発半径内に少しでも入っていると即死となる。爆弾本体を狙撃しても起爆しないが、ガジェットのレーザーを照射すれば時限装置が故障して無力化する。
フラグ・グレネード
手榴弾。投げられてから5秒後に爆発し、周囲を殺傷する。
スタン・グレネード
閃光手榴弾。投げられてから5秒後に閃光を放ち、周囲の敵をしばらく行動不能にする。プレイヤーが巻き込まれるとしばらくの間、画面が真っ白になる。非殺傷武器。
スモーク・グレネード
発煙手榴弾。周囲を煙で覆い視界を奪う。対戦ではほとんど役に立たない。非殺傷武器。
フェニックス・ローニン
フェニックス社が開発したアタッシュケース型の設置型ガトリング砲。設置後、動くものを狙って自動的に攻撃する（ただし、ミニビークルには無反応）。リモコンによる遠隔操作も可能。新たなローニンを設置するか弾を撃ちつくすか、一定のダメージを受けると爆発する。後ろに回り、アクションボタンで解除・回収できる。
オット・ジョブハット
刃物を仕込んだ山高帽を投擲する武器。マルチプレイモードでオット・ジョブを選択したときのみ使用可能。1発しか使えないが敵プレイヤーを一撃で殺害できる。

## ガジェット
Qが発明したミッション遂行を補助する秘密兵器。ミッションモードのみ使用可能。
Q-ブランチグラス
透視機能や赤外線探知機能を備えたサングラス。暗所の敵を発見したり赤外線トラップを視覚化して回避できるほか、透視能力によって女性の下着を覗き見る事も可能。
スタナー
キーホルダー型のスタンガン。非戦闘員を殺傷せず一時的に麻痺させることが可能。ただし麻痺時間は短いため完全無力化するには他の武器で殺害するか、殴って気絶させる必要がある。消音性に優れ、そもそも武器として認識されないので「エクスチェンジ」のパーティーで出席者やルークらに使用してもゲームオーバーにならない。一定回数使用するとエネルギー切れになるが、すぐに自動回復する。
レーザー
腕時計に仕込まれた小型レーザー光線照射機。電子機器の配線や扉の蝶番などの小型金属部品を焼き切ったり、サチェル・チャージを無力化出来る。光線に殺傷能力はないので武器としては使えない。こちらもエネルギーを消耗するが自動回復する。
グラップル
携帯電話型のワイヤー発射機。特定のポイントで使用するとジャンプでは届かない高所などに移動できる。
マイクロカメラ
ライター型の超小型カメラ。撮影機能のほか、敵の位置をマーカー表示する偵察機能を有する。
シェーバー
シェーバー型の設置式スタン・グレネード。設置した後、任意のタイミングで起爆できる。ただし一回しか使えない。
コルサコフK5
麻酔ダーツ銃。消音性に優れ非戦闘員を殺害せずに眠らせる事が出来るが、しばらく経つと目覚めてしまうため完全無力化するにはパンチで気絶させる必要がある。装弾数5発。
デクリプター
モバイル端末型の解読装置。キーパッド型のドアロックやエレベーター制御装置などをハッキングし、道を開くことが出来る。
Q-ウィルス
クレジットカード内に隠された小型ディスク。敵のコンピューターシステムにインストールすることでMI6に情報を流すことが出来る。

## ビークル
V12ヴァンキッシュ
様々な武装、ガジェットを備えたボンドカー。高い威力と誘導性を持つミサイル、連射性の高いマシンガンを装備する。ガジェットとしては民間車両を煙幕で攪乱して無力化するスモーク、閉所を突破する際に車体を傾ける2ホイール、一時的に加速するターボブースター、敵車両を傷つける事なく無力化するEMPを使用可能。「パリプレリュード」、「VS ヴァンキッシュ」に登場。
ヴァンキッシュ・サブマリン
V12ヴァンキッシュの潜水モード。自動追尾機能を持った魚雷、リモコン操作が可能なリモート魚雷を装備。大型の破壊目標はガジェットのリモートチャージ（爆弾）を仕掛けて破壊する。「ディープディセント」に登場。
スノーモービル
CIAが脱出用に用意していた二人乗りのスノーモービル。銃座には連射性の高い機銃JL-7、高威力のグレネードランチャーであるJL-7Cが搭載されている。「アルプスからの脱出」に登場。
SUV
フェニックス社の四輪駆動装甲車。高い威力と誘導性を持つミサイル、連射性の高いマシンガンを装備する。フェニックス社基地のアクセスコードを奪取することでゲートを解放することが可能。「島への潜入」に登場。また、「VS ヴァンキッシュ」では難易度を上げると敵車両が白いカラーのSUVに強化される。
戦闘機
エンテ型のプロペラ機。誘導機能を持つD1600ロケット砲、D1400パルス機銃を使用可能。「島への潜入」に登場。
SNT
ボンドたちの戦闘機を撃墜した大型対空砲。ズーム機能を備えた高威力砲のSNT-メインと、連射性の高いSNT-パルス機銃を使用可能。「島への潜入」に登場。
タンク
マルチプレイモードで使用可能なミニビークル。本物の戦車ではなく小型のラジコンだが機銃と主砲（グレネードランチャー）、自爆には殺傷能力がある。センチネルと同様、操作中のプレイヤーは無防備になるのが難点。
ヘリ
マルチプレイモードで使用可能なミニビークル。こちらもラジコンヘリだが機銃とミサイル、自爆には殺傷能力がある。やはり操作中のプレイヤーは無防備になるのが難点。

## 登場キャラクター
ジェームズ・ボンド
声：ピアース・ブロスナン（日本語吹き替え：堀内賢雄）
MI6の諜報員。007のコードネームと殺しのライセンスを持つ、優雅でタフなヒーロー。
Q
声∶グレッグ・バーガー（日本語吹き替え：北村弘一）
Q課の課長。様々な発明品でボンドを補佐する。声優は異なるが容姿はデスモンド・リュウェリンが演じたQに準じている。
M
声∶サマンサ・エッガー（日本語吹き替え∶来宮良子）
MI6の局長。ボンドにフェニックス・インターナショナル社の調査を命ずる。声優は異なるが容姿はジュディ・デンチが演じたMに準じている。
ドミニク・パラディ
声：レナ・レノ（日本語吹き替え：井上喜久子）
フランス対外治安総局の諜報員。ドレイクの下に愛人として潜入する。本作のボンドガールの一人だが物語中盤でマキコに高層ビルに突き落されて転落死した。
ゾーイ・ナイトシェイド
声：ジーン・モリ（日本語吹き替え∶沢海陽子）
CIAの女性諜報員。本作のボンドガールの一人だが、「VS ヴァンキッシュ」以降は登場しない。スノーモービルの操縦は彼女が担当する。
アウラ・マコール
声∶キンバリー・デイビーズ（日本語吹き替え∶佐々木優子）
オーストラリアのエージェント。物語後半以降のボンドガール。航空機の操縦やコンピューターシステムからの支援を担当する。
ラファエル・ドレイク
声：マイケル・エンサイン（日本語吹き替え：小川真司）
フェニックス・インターナショナル社の社長。環境保護を推進する資本家だが、裏では『ナイトファイア計画』と呼ばれる陰謀を進めており、米軍の宇宙ミサイルプラットフォームを奪取しようと目論んでいる。
「イクイノックス」では全ミサイルを阻止した後にラスボスとして登場し、ロケットランチャーを連射してボンドを抹殺しようと試みる。
アーミテージ・ルーク
声∶リチャード・ホワイトン（日本語吹き替え∶梁田清之）
フェニックス・インターナショナル社のセキュリティ責任者。搭乗していた戦闘ヘリをボンドに撃墜され顔の半分が焼け爛れる重傷を負うが、復讐の為に再戦を挑んてくる。
「エクスチェンジ」では戦闘ヘリに搭乗して襲撃してくる。「カウントダウン」では生身で登場。グレネード弾数発に耐える程頑強だが、倒すと装備しているフェニックス・サムライを入手出来る。
アレクサンダー・メイヒュー
声：イアン・アバークロンビー（日本語吹き替え：中博史）
フェニックス・インターナショナル社の日本支部責任者。ドレイクに見限られたことを察してMI6にナイトファイア計画の情報をリークするが、忍者に暗殺されてしまう。
マキコ・ハヤシ
声：タムリン・トミタ（日本語吹き替え：小池栄子）
メイヒューのボディーガードを務める日本人女性。ボンドガールの一人だが実はドレイクのスパイであり、ボンドを麻酔銃で眠らせて捕縛し、ドミニクを高層ビルから蹴り落として殺害した。
直接戦闘の機会はないが「カウントダウン」のクリア条件を達成すると、自身がボンドにしたようにロケットサイロへ突き落とされ、シャトルの噴射炎に巻き込まれて焼死する。
日本語吹き替えを担当した小池は、日本国内での記者発表会に登壇するなどプロモーション活動にも貢献した。
忍者
フェニックス・インターナショナル社に所属する身のこなしの素早い暗殺者。
赤外線暗視装置を装備し、接近戦では日本刀、遠距離戦ではドイチェM9Kで攻撃してくる。更にスタン・グレネードとスモーク・グレネードを使用する。
「ダブルクロス」では一人、「カウントダウン」では二人登場する。